# Olivier Fourdan
Oliver Fourdan é o criador do ambiente gráfico Xfce, que teve seu desenvolvimento no final de 1996. 
Ele iniciou a sua carreira como um engenheiro de produção de novas tecnologias, bem como em desenvolvimento web e sistemas Linux embarcados.
Fourdan trabalhou na Red Hat desde 2007, interrompido por 2 anos na Intel durante 2013 e 2014. A partir de 2017, ele atua na adoção de Wayland, trabalhando em muitos componentes diferentes, entre eles GTK+, Mutter , GNOME Control Center, XWayland e Mesa.